# Parlamentswahl in Burkina Faso 2015
Die Parlamentswahl in Burkina Faso 2015 fand parallel zur Präsidentschaftswahl am 29. November statt. Es waren die ersten Wahlen nach dem Sturz des Langzeitpräsidenten Blaise Compaoré, der 2014 gestürzt wurde. Die Wahlen wurden von einer einjährigen Übergangsregierung vorbereitet. Insgesamt nahmen fast 100 Parteien an der Wahl teil.
Das Parlament (Nationalversammlung, frz. Assemblée Nationale) zählt 127 Abgeordnete. 111 Abgeordnete werden in 45 Mehrpersonen-Wahlkreisen, die vom Zuschnitt mit den Provinzen Burkina Fasos identisch sind, gewählt. Die Anzahl der Abgeordneten pro Wahlkreis schwankt zwischen zwei und neun. 16 weitere werden über eine landesweite Liste nach Verhältniswahlrecht gewählt.
Wahlsieger wurde die neu gegründete Partei Mouvement du peuple pour le progrès (Volksbewegung für den Fortschritt) des am selben Tag neu gewählten Präsidenten Roch Marc Kaboré. Diese errang aus dem Stand 56 der 127 Sitze.
| Partei                            | Partei                                                                           | Kürzel                            | Stimmen   | %     | +/- | Sitze        | Sitze         | Sitze  | +/-   |
| Partei                            | Partei                                                                           | Kürzel                            | Stimmen   | %     | +/- | Wahl- kreise | Landes- liste | Gesamt | +/-   |
| --------------------------------- | -------------------------------------------------------------------------------- | --------------------------------- | --------- | ----- | --- | ------------ | ------------- | ------ | ----- |
|                                   | Mouvement du peuple pour le progrès                                              | MPP                               | 1.096.814 | 34,71 |     | 049          | 06            | 056    | neu   |
|                                   | Union pour le Progrès et le Changement                                           | UPC                               | 648.784   | 20,53 |     | 030          | 03            | 033    | ▲ +14 |
|                                   | Congrès pour la démocratie et le progrès                                         | CDP                               | 417.058   | 13,20 |     | 016          | 02            | 018    | ▼ -52 |
|                                   | Nouvelle Alliance du Faso                                                        | NAFA                              | 130.963   | 4,14  | neu | 01           | 01            | 02     | neu   |
|                                   | Union pour la Renaissance / Parti Sankariste                                     | UNIR / PS                         | 118.662   | 3,76  |     | 04           | 01            | 05     | ▲ +1  |
|                                   | Alliance pour la Démocratie et la Fédération–Rassemblement Démocratique Africain | ADF-RDA                           | 96.614    | 3,06  |     | 02           | 01            | 03     | ▼ -15 |
|                                   | Nouveau Temps pour la Démocratie                                                 | NTD                               | 70.374    | 2,23  | neu | 02           | 01            | 03     | neu   |
|                                   | Parti de la Renaissance Nationale                                                | PAREN                             | 59.421    | 1,88  |     | 01           | 01            | 02     | ▲ +2  |
|                                   | Parti pour la démocratie et le socialisme / Metba                                | PDS / Metba                       | 58.589    | 1,85  |     | 01           | 0             | 01     | ▼ -1  |
|                                   | Le Faso Autrement                                                                | FA                                | 45.405    | 1,44  |     | 01           | 0             | 01     | ▬     |
|                                   | Organisation pour la démocratie et le travail                                    | ODT                               | 28.469    | 0,90  |     | 01           | 0             | 01     | ▬     |
|                                   | Union pour un Burkina Nouveau                                                    | UBN                               | 27.147    | 0,86  | neu | 01           | 0             | 01     | neu   |
|                                   | Rassemblement pour la Démocratie et le Socialism                                 | RDS                               | 25.783    | 0,82  |     | 01           | 0             | 01     | ▬     |
|                                   | Mouvement pour la Démocratie en Afrique                                          | MDA                               | 18.310    | 0,58  | neu | 01           | 0             | 01     | neu   |
|                                   | Sonstige                                                                         |                                   | 317.257   | 10,04 |     |              |               |        |       |
| gültige Stimmen                   | gültige Stimmen                                                                  | gültige Stimmen                   | 3.159.650 |       |     |              |               |        |       |
| Leere und ungültige Stimmzettel   | Leere und ungültige Stimmzettel                                                  | Leere und ungültige Stimmzettel   | 157.543   |       |     |              |               |        |       |
| Gesamt                            | Gesamt                                                                           | Gesamt                            | 3.317.193 | 100   | –   | 111          | 16            | 127    | ▬     |
| Nichtwähler                       | Nichtwähler                                                                      | Nichtwähler                       | 2.199.822 | 39,87 |     |              |               |        |       |
| Registrierte Wähler / Beteiligung | Registrierte Wähler / Beteiligung                                                | Registrierte Wähler / Beteiligung | 5.517.015 | 60,13 |     |              |               |        |       |